# Isabel Lete Landa
Isabel Lete Landa (ur. 7 września 1913 w Osintxu, zm. 13 października 1941 w Eibarze) – hiszpańska zakonnica, Służebnica Boża Kościoła katolickiego.

## Życiorys
Została osierocona przez matkę w wieku pięciu lat. Wstąpiła do zgromadzenia Miłosierdzia Matki, a następnie rozpoczęła pracę w szpitalu, gdzie opiekowała się z chorymi. W 1939 roku zachorowała na gruźlicę i zmarła 13 października 1941 roku mając 28 lat w opinii świętości. Od 1972 roku jej szczątki spoczywają w kościele klasztoru Zumarraga. Obecnie trwa jej proces beatyfikacyjny.